# Koréahinou
Koréahinou est une localité située au sud-ouest de la Côte d'Ivoire et appartenant au département de Soubré, dans la Région du Bas-Sassandra. La localité de Koréahinou est un chef-lieu de commune.